# Saalach
El Saalach es un río de 105 kilómetros de largo en Austria y Alemania, y un afluente izquierdo del Salzach.

## Curso
El río comienza, como el arroyo Saalbach, en el estado austriaco de Tirol, en los Alpes de Kitzbühel, en el lago Torsee, debajo del monte Gamshag de 2.178 m de altura. Desde allí fluye inicialmente hacia el este por el valle del Glemmtal, por Hinterglemm, luego por la estación de esquí de Saalbach -  desde allí se le conoce como el Saalach - hasta que se curva hacia el norte en Maishofen. Sigue el valle ancho hasta Saalfelden y serpentea más adelante por el valle que va estrechándose entre el Leoganger y Loferer Steinberge y el Steinernes Meer hasta Lofer en dirección noroeste. Allí entra en un estrecho desfiladero, famoso por su rafting en aguas bravas. Cruzando la frontera con Baviera (Alemania) en Melleck fluye a lo largo de las laderas norteñas del Reiter Alpe, conocido por sus famosas rutas de escalada. Poco antes de Bad Reichenhall, una presa de una central hidroeléctrica recoge las aguas del Saalachsee. La central suministra la energía para la línea de ferrocarril Salzburgo, Freilassing, Bad Reichenhall a Berchtesgaden. Después de pasar por el Staufeneck, el Saalach abandona las montañas y entra en los bosques llanos llamados Saalachau. Desde Piding, en el noreste, la frontera con Austria sigue el río durante unos 10 km hasta Freilassing, donde la frontera de la comunidad del norte se une con el río Salzach. 
El nombre tiene su origen en Saal, una antigua forma de Salz (sal), y Ach que denota un pequeño río. 